# Cantón General Antonio Elizalde
General Antonio Elizalde, conocido también como Bucay, es un cantón de la provincia del Guayas en la República del Ecuador.
Cada día más personas buscan alejarse del estrés de la ciudad para vivir momentos de relax, y realizar actividades de mucha adrenalina. El cantón Bucay es uno de los espacios propicios para disfrutar de paseos en caballos, observación de aves, rutas de ciclismo, descensos de ríos (rafting), tubbing, y descensos en cascadas (canyoning); que a 90 metros de altura, te permitirán sentir emociones extremas.

## Ubicación, extensión y población
El cantón está situado en el este de la provincia del Guayas. Su cabecera cantonal es también conocida como Bucay. Está a 96 kilómetros de la capital de provincia Guayaquil. Limita al norte con la provincia de Bolívar; al sur y al este con la provincia de Chimborazo; y al oeste con los cantones Naranjito y Marcelino Maridueña.
Su territorio tiene una extensión aproximada de 154 km² y su población es de 10.000 habitantes de los cuales 6.000 viven en su cabecera cantonal. 
Bucay es considerado un gran "paraíso" de enormes recursos naturales. Está situada en un ramal de la Cordillera Occidental al pie del Río Chimbo a 320 m.s.n.m. y es el punto de encuentro de la Provincias del Guayas, Los Ríos, Bolívar, Chimborazo y Cañar. Su nombre Oficial es General Antonio Elizalde, más conocido como Bucay (nombre original) tiene una extensión de 154 kilómetro cuadrados. Su temperatura promedio es de 24 °C Bucay es el gran escenario perfecto de ríos, laderas, montañas, naturaleza de viva expresión, aves tropicales, colibríes, cascadas, rica gastronomía, haciendas ganaderas y cacaoteras, ecoturismo e inolvidables aventuras. Desde la ciudad de Guayaquil hasta llegar a Bucay la carretera principal (en la vía: Guayaquil Durán El 26 El Triunfo Bucay) está bien señalizada. El viaje guarda muchas emociones y más aún cuando nos acercamos a Bucay, alrededor podemos admirar los grandes ramales de los Andes penetrando a la costa ecuatoriana, verdes laderas, ríos, vendedores de frutas a orillas de la carretera, enormes árboles y decenas de haciendas ganaderas. En esta vía; llegamos a la población de Cumandá, Provincia del Chimborazo, un pequeño puente y el Río Chimbo separan a Bucay de este fascinante "punto de encuentro" entre las Provincias del Guayas y Chimborazo.

## Historia
Tenemos que situarnos por el sitio donde hoy es el Recinto La Victoria (se le denominaba recinto el Carmen por decreto de Don Placido Caamaño), había una hacienda con el mismo nombre de propiedad de la familia Dávalos cerca del puente del Río Chimbo; pasada en ese entonces el ferrocarril, pero por problemas técnicos cambiaron la ruta por el sitio que en la actualidad pasa. Cuando comenzó la construcción del ferrocarril el objetivo era unir la costa con la sierra, siendo un campamento ferroviario en donde concluía el tramo del tren de Yaguachi hacia la capital de la República, en sus inicios se encontraba acentuado a la orilla derecha del río Chimbo.
Por razones de índole política se cambia la ruta del ferrocarril y se sigue el abra que deja el Río Chanchán en su recorrido hacia la costa, es así como las provincias del Guayas con la de Chimborazo se unieron a través del puente sobre el río Chimbo, el mismo que señalaría la conducción práctica de la economía nacional, librando entonces de la eterna amenaza por las crecientes de ríos, esteros, etc. lo cual impedía el desarrollo normal de estas zonas quizá hasta entonces olvidadas. En estas orillas se formaron haciendas productivas que se dedicaban a cosechar productos del trópico. Así es como empezó a beneficiar desde su labor la línea del Ferrocarril que, poco a poco fue colmando las aspiraciones de los habitantes e inversionistas y de esta forma esta región cobraba día a día importancia inusitada bajo el concepto de una territorio exuberante y novedoso, que la denominábamos tierra del recuerdo. Lo que fue hasta el año 1907 esta “playa oscura y dormida” de Bucay como Terminal ferroviaria empezó a progresar pues era el sitio donde confluían los trenes del Sur y del Norte lo que permitía un movimiento comercial, más tarde la compañía Azucarera Valdez con el afán de convertir a la Hacienda San Rafael en ganadera, trajo muchas personas de todas las regiones del país han venido a Bucay por razones de trabajo y se quedaron porque encontraron un verdadero paraíso. Luego el 19 de Agosto de 1.907, el Presidente Eloy Alfaro en atención al Gobernador de la Provincia del Guayas, General Antonio Elizalde Lamar, uno de los próceres y héroes.
El plenario de las comisiones del Congreso nacional en segunda sesión del 9 de Noviembre de 1.994 aprueba que la Parroquia General Antonio Elizalde sea elevada a cantón el mismo que se oficializó en la publicación del Registro Oficial el 24 de Enero de 1.995.
Existen algunas historias con respecto al origen del nombre de Bucay, una de ellas es que al lugar durante la construcción del ferrocarril un gran número de Jamaiquinos entre ellos se encontraba uno muy característico de apellido Bucay desde ese entonces se comenzó a conocer el lugar como la tierra del Negro Bucay, cambiándole con el tiempo por el nombre de Bucay.

## Turismo
Ya en la ciudad podrá visitar la actualizada Estación del Ferrocarril, estación que se encuentra acogiendo arrendatarios que realizan actividades de comercio como gastronomía y artesanías. Hacia el este de la ciudad se encuentra un pequeño y hermoso malecón junto al Río Chimbo, lugar muy visitado por los habitantes de Bucay, especialmente los fines de semana. El malecón marca un moderno diseño con llamativas piletas, áreas verdes, juegos infantiles, existe una tarabita, piletas, parqueadero. Su diseño guarda armonía con el entorno natural de la ciudad. El Balneario de Agua Clara, ubicado en la parroquia Bucay, vía Santa Rosa, es una formación rocosa natural con una caída de agua que termina en una poza y nutre al río Chimbo. El Bosque Húmedo de la Esperanza, ubicado en la parroquia Bucay Recinto la Esperanza, vía al Cantón Chillanes, es un Bosque Secundario nublado subtropical con remanentes de bosque primario, tiene humedad permanente, posee 500 hectáreas. Tiene una altura desde los 700 m.s.n.m. hasta los 1200 m.s.n.m. Existe gran diversidad de cascadas Chimbo, este es un río rocoso por lo que muchas veces es utilizado para la práctica de deportes como el Rafting y Tubbing. Torre Loma, considerado el mirador más alto de la provincia (2505 m.s.n.m.) es donde se divide la provincia del Guayas con Bolívar. Matilde Esther, atractivo natural donde se puede disfrutar del río en época de invierno (enero a mayo) y fines de semana de peleas de gallos. La visita a algunas haciendas de la zona para la práctica de agroturismo es una alternativa en el cantón. Peleas de Gallos, en las festividades del 12 de octubre y 25 de agosto, se acostumbra por tradición concurrir al coliseo de gallos para presenciar las peleas, que conllevan interesantes apuestas entre los asistentes. Rodeo montubio, de igual forma en las festividades de octubre y agosto se realizan los conocidos rodeos montubios con la participación de todas las haciendas de la zona. Un gran atractivo de la zona son sus grandes haciendas ganaderas y cacaoteras, muchas de ellas han abierto sus puertas y reciben diariamente a cientos de turistas para compartir sus ancestrales conocimientos en agricultura y ganadería. Bucay por su situación geográfica; posee tierras propicias para la cría del ganado de raza, producir lácteos de gran calidad, cría de aves, frutas tropicales, vegetales y para el cultivo del mejor Cacao del mundo (Cacao Arriba, Cacao de Ecuador, fino de gran aroma). Entre las haciendas agroturísticas de Bucay destacamos Mundo San Rafael, complejo de turismo rural que se destaca por sus múltiples actividades recreacionales y de aventura. Todas las semanas Bucay es muy visitada por turistas nacionales y extranjeros, familias enteras viajan a este paraíso de incontables recursos naturales y lugar de deliciosa fusión gastronómica entre la Costa y la Sierra ecuatoriana. Para el feriado del mes de noviembre en Bucay se presenta la gran Feria Agropecuaria “Festival Campesino La Lolita” donde se premia el mejor ganado brahman, concurso de caballo peruano, colombiano y criollo, además de premiar la mejor mazorca de Cacao y el mejor racimo de banano “Orito” especie de banano única de la costa ecuatoriana del cual se preparan deliciosos manjares, licor y vinagre.
Cada día más personas buscan alejarse del estrés de la ciudad para vivir momentos de relax, y realizar actividades de mucha adrenalina. El cantón Bucay es uno de los espacios propicios para disfrutar de paseos en caballos, observación de aves, rutas de ciclismo, descensos de ríos (rafting), tubbing, y descensos en cascadas (canyoning); que, a 90 metros de altura, te permitirán sentir emociones extremas. Estos son algunos de los atractivos turísticos de Bucay (Ecuador turístico, 2023)

### Cascada Piedra Blanca
El cerro Piedra Blanca es uno de los más conocidos, y posee al menos cinco cascadas en su perímetro. Los guías de la localidad nos cuentan que al adentrarse en naturaleza se pueden, incluso, encontrar hasta 40 cascadas, que envuelven y encanta a los visitantes. La aventura en sus cascadas les invita a recorrer, bañarse en sus aguas frías, y realizar (canyoning). Otras cascadas que también puedes visitar son las del Gallo de la Peña, y la del Armadillo.

### Bosque De La Esperanza Alta
Todo en un mismo lugar. En el bosque de La Esperanza Alta los visitantes conocerán la diversidad natural de la zona, disfrutarán de recorridos por las rutas de montaña, avistamiento de aves, y espacios para realizar diversas actividades al aire libre. (Ecuador turístico, 2023)

### Mirador Turístico

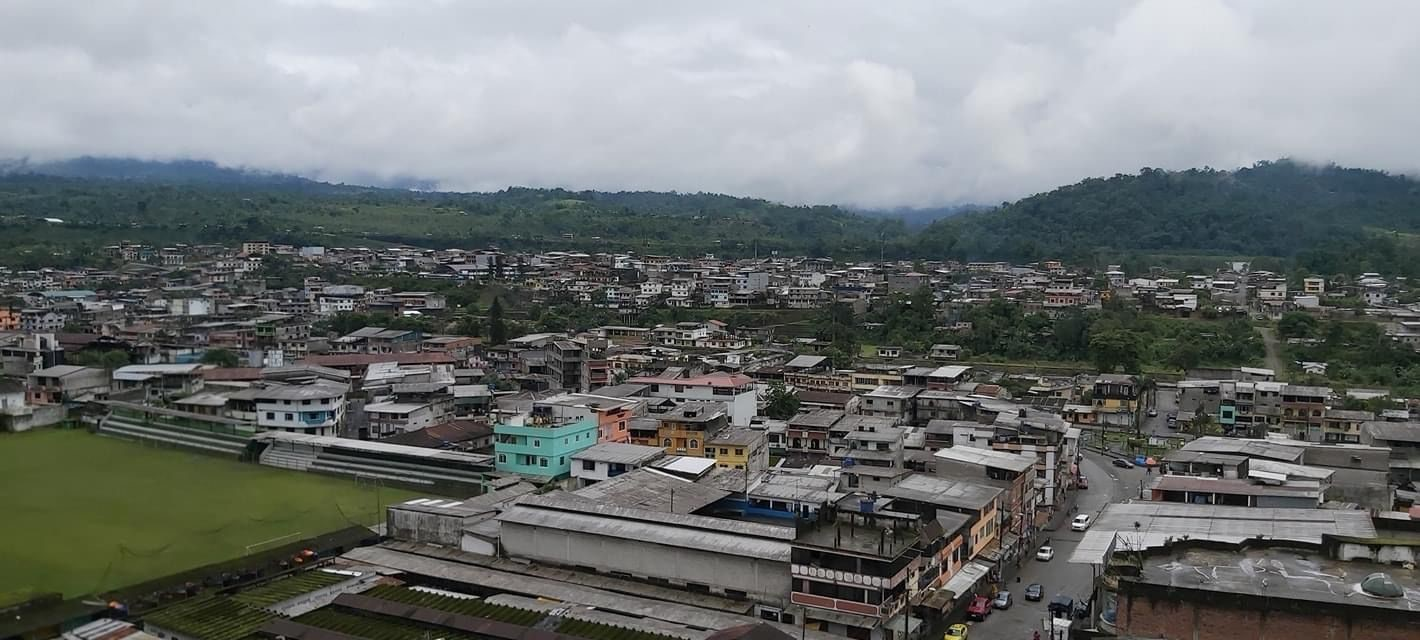
Vista amplia del Cantón Bucay desde el mirador

En el mirador de la lotización Bellavista II se destaca una imagen de 6 metros de alto de la Virgen del Carmen, patrona del cantón y símbolo del gran fervor religioso local. Fue construida gracias al aporte económico de la Asociación de Bucayenses residentes en Estados Unidos.

### Malecón Del Río Chimbo
Tal y como afirma Ecuador Turístico (2023) “Situado en la av. Raúl Banderas, cuenta con juegos para los niños, áreas verdes, piletas y un amplio parqueadero. Es un caudaloso río, perfecto para la práctica de deportes como el rafting, kayaking y el tubbing.”

## Gastronomía
Al igual que sus atractivos turísticos, la gastronomía de Bucay es variada por ser un punto central entre la Costa y los Andes ecuatorianos. Ofrece platillos que mezclan sabores, texturas y colores de estas dos regiones.

### Fritada
La fritada es un plato típico ecuatoriano donde se cocina la carne de chancho en agua y jugo de naranja con comino, ajo, cebolla, chalote, sal y pimienta hasta que no quede agua y la carne se empieza a dorar en su propia grasa.

### Seco de Pollo
El seco de pollo es un plato típico ecuatoriano, donde la preparación es casi igual en las diferentes regiones del país, pero cambia la forma en que lo sirven. En la costa siempre lo encontrarán acompañado de arroz colorado o amarillo y plátanos maduros fritos en cambio en la sierra se puede encontrar servido con arroz blanco y aguacate. Es un plato delicioso, que en nuestra casa lo hacemos siempre unas dos veces por mes y por lo general también lo acompañamos con torta de choclo.

### Gastronimía Shuar
En este lugar se muestra la tradicional y ancestral cocina shuar, que en su comunidad ofrece los ricos y exquisitos ayampacos, que consiste en una carne (puede ser pollo) envuelta en hojas de bijao, y asada. El adobo son hierbas naturales

### Café del Tren
Buena comida y excelente atención  se encuentra en el Café del Tren, otro espacio donde los visitantes podrán degustar de la gastronomía local con nombres peculiares como: el “Crucero”, que consiste en un jugoso lomo de res en su salsa; además, el “Fogonero”, un filete de corvina en salsa de limón y coco, te dejará cautivado. Existen otros platos, todos recomendados.

## Agroturismo
Go Raymi (2022)Afirma que “El cantón General Antonio Elizalde, mejor conocido como Bucay, está considerado como uno de los sitios más privilegiados por la naturaleza en el Guayas.
Dentro de su atractivo entorno de bosques y montañas destacan numerosas cascadas y una exuberante flora y fauna, que hacen de este el sitio ideal para la práctica del ecoturismo, actividad que representa una importante fuente de sustento para sus habitantes.”

## Fiestas

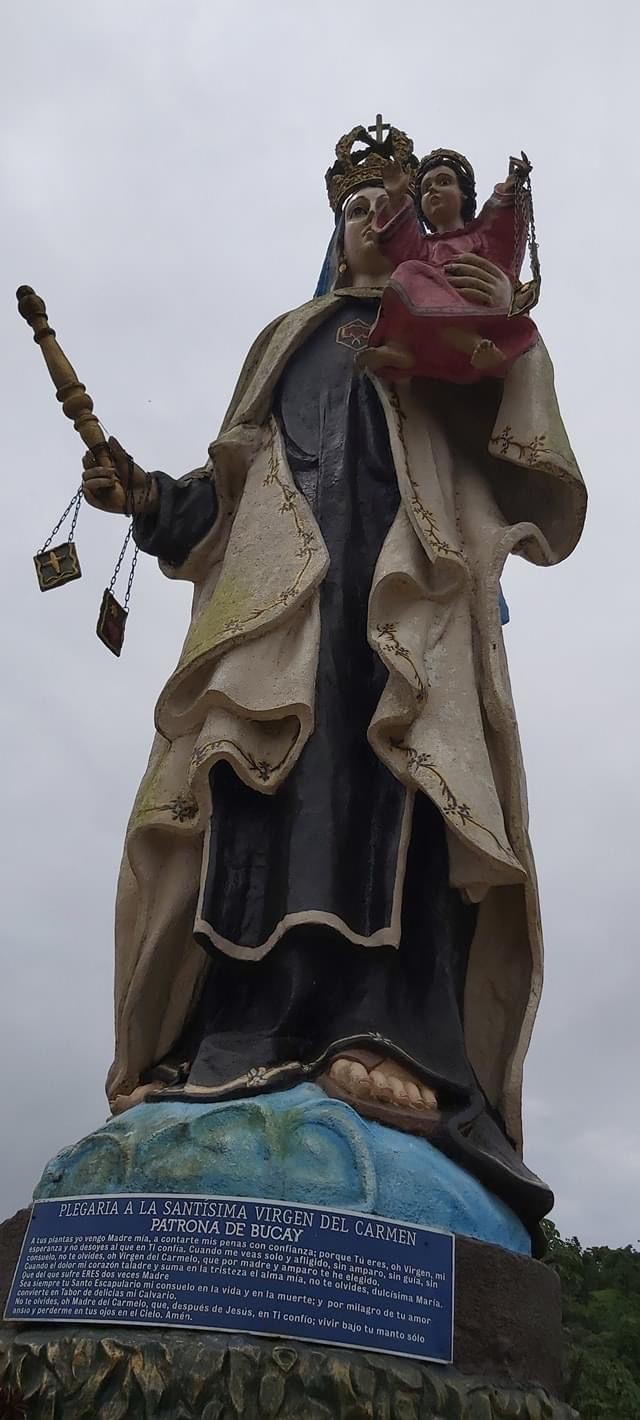
Monumento de la Virgen del Carmen en el Cantón Bucay

Por la celebración de la cantonización el 9 de noviembre se realizan una serie de eventos como la Expo-feria donde se rescatan la cultura montubia y artesanías locales. En julio en honor a Nuestra Señora; la Santísima Virgen del Carmen se realiza una cabalgata que atrae a los hacendados de la zona.
La fe por la virgen del Carmen se evidencia con la imponente imagen de casi siete metros de altura, construida en 2012, que está en el mirador del barrio Bellavista. Julio es el mes en que los bucayenses celebran a su santa patrona, con pregones, misas, procesiones, ferias, espectáculos taurinos y shows artísticos, en honor a Nuestra Señora del Carmen se realiza una cabalgada que atrae a los hacendados de la zona.
Por la celebración de la cantonización el 9 de noviembre se realizan una serie de eventos como la Feria de la Lolita en donde se rescatan la cultura montubia. folklore, desfile cívico, elección de Reina.

## Comercio
Por su posición geográfica, el Comercio es una actividad económica importante que mantiene la población, permitiendo la ocupación de cerca del 30% de la población económicamente activa, más un 10% de comerciantes informales que por lo general habitan en los sectores urbanos, urbanos marginales y zonas periféricas de la cabecera cantonal. (Alcaldia Ciudadana de Bucay, 2019)

## Principales Actividades Económicas
Actividad agrícola, principalmente cacao, piña.; actividad ganadera, principalmente ganado vacuno, porcino y aviar. Actividades de comercio y financieras dentro de la cabecera cantonal (Alcaldia Ciudadana de Bucay, 2019)